# Psilocerea krooni
Psilocerea krooni is een vlinder uit de familie spanners (Geometridae). De wetenschappelijke naam van deze soort is voor het eerst geldig gepubliceerd in 2007 door Krüger.
De soort komt voor in tropisch Afrika.